# Založe
Založe je naselje u slovenskoj Općini Polzela. Založe se nalazi u pokrajini Štajerskoj i statističkoj regiji Savinjskoj.
Novi Klošter je bio dominikanski samostan iz 15. stoljeća na jugoistoku naselja. Raspušten je 1787. i pretvoren u dvorac u 19. stoljeću.

## Stanovništvo
Prema popisu stanovništva iz 2018. godine naselje je imalo 475 stanovnika.